# Пилати, Карло Антонио
Карло Антонио Пилати (итал. Carlo Antonio Pilati; 28 декабря 1733, Тассулло — 28 октября 1802) — итальянский юрист, историк, писатель

-публицист, философ

.

## Биография
Карло Антонио Пилати получил юридическое образование в Лейпциге, а вернувшись в Тироль, стал одним из самых известных его адвокатов. После двухлетнего пребывания там сначала вновь отправился в Лейпциг, затем преподавал право в Гёттингене и философию в Хельмштадте, с 1756 года жил в Тироле, где в 1758 году занял кафедру гражданского права. В 1763 году возвратился на родину. В 1767 году написал работу «Di una riforma d’Italia» по критике современных ему итальянских законодательств, которой обеспечил себе большую известность: Иосиф II просил его совета о предполагаемых реформах, однако из-за критики им в своей работе контрреформации он был осуждён инквизицией и принуждён скитаться по Европе. В августе 1767 года бежал в Голландию, а в 1769 году в Венецию, где был арестован инквизицией.
В 1770 году был помилован венским судом и уехал в Голландию, затем жил в Англии, Франции и Австрии, последние годы жизни провёл в Пруссии, будучи советником у Фридриха II.

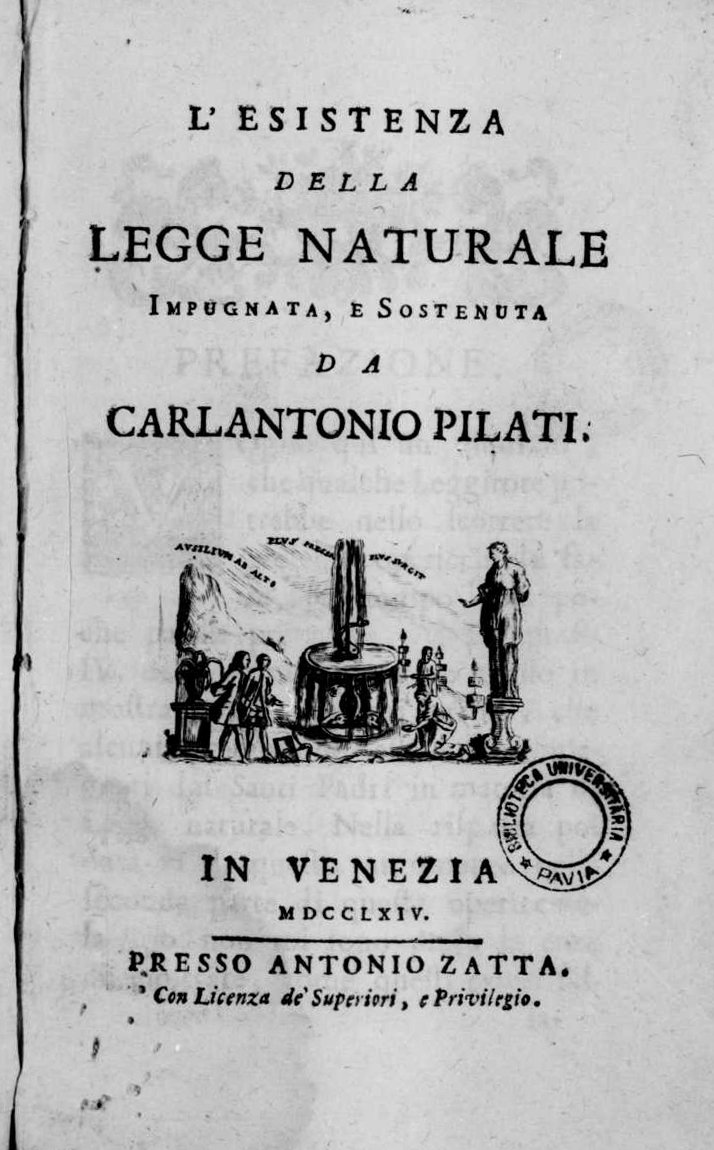
L'esistenza della legge naturale, 1764

Основой философии Пилати было возвеличивание разума и опыта над природой. Главными условиями процветания считал религиозную толерантность и запрет инквизиции. Положительно относился к протестантизму, высказывался за роспуск монашеских орденов, предлагал сократить число священников и сделать их государственными служащими. Главные работы его авторства: «L’esistenza della legge nalurale impugnata e sostenuta» (Венеция, 1764), «Raggionamenti intorno alla lege naturale e civile» (1766), «Di una riforma d’Italia» (1767), «Riflessioni di un Italiano sopra la Chiesa in generale» (1768), «Historia dell’imperio Germanico e dell’Italia dai tempi de Carolingi sino alla расе di Vestfalia» (1769—72), «Traité des lois civiles» (Гага, 1774; автор требует отмены действия римского права), «Voyages en différents pays de l’Europe en 1774—1776» (1777), «L’observateur français à Amsterdam» (Гага, 1780), «Traité des lois politiques des Romains du temps de la république» (Гага, 1776), «Histoire des révolutions arrivées dans le gouvernement, les lois et l’esprit humain après la conversion de Constantin jusqu’à la chute de l’empire d’Occident» (Гага, 1783), «Lettres de Berlin sur quelques paradoxes du temps» (Берлин, 1784—85).